# 125e méridien ouest
En géographie, le 125e méridien ouest est le méridien joignant les points de la surface de la Terre dont la longitude est égale à 125° ouest.

## Géographie

### Dimensions
Comme tous les autres méridiens, la longueur du 125e méridien correspond à une demi-circonférence terrestre, soit 20 003,932 km. Au niveau de l'équateur, il est distant du méridien de Greenwich de 13 915 km,.
Avec le 55e méridien est, il forme un grand cercle passant par les pôles géographiques terrestres.

### Régions traversées
En commençant par le pôle Nord et descendant vers le sud au pôle Sud, Le 125e méridien ouest passe par:
| Coordonnées           | Pays, territoire ou mer | Notes |
| --------------------- | ----------------------- | --- |
| 90° 00′ N, 125° 00′ O | Océan Arctique          | |
| 76° 01′ N, 125° 00′ O | Mer de Beaufort         | |
| 72° 52′ N, 125° 00′ O | Canada                  | Territoires du Nord-Ouest — Île Banks |
| 71° 53′ N, 125° 00′ O | Golfe d'Amundsen        | |
| 70° 11′ N, 125° 00′ O | Canada                  | Territoires du Nord-Ouest — passe par le Grand lac de l'Ours Yukon — à partir de 60° 51′ N, 125° 00′ O Colombie-Britannique — à partir de 60° 00′ N, 125° 00′ O, le continent, Île Raza et Île Cortes |
| 50° 05′ N, 125° 00′ O | Détroit de Géorgie      | |
| 49° 48′ N, 125° 00′ O | Canada                  | Colombie-Britannique — Île de Vancouver, par Courtenay |
| 48° 42′ N, 125° 00′ O | Océan Pacifique         | Passe juste à l'ouest de Cap Alava, Washington, États-Unis (à 48° 10′ N, 124° 44′ O) Passe juste à l'ouest de l'Île Ducie, Îles Pitcairn (à 24° 41′ S, 124° 47′ O)                                    |
| 60° 00′ S, 125° 00′ O | Océan Austral           | |
| 73° 17′ S, 125° 00′ O | Antarctique             | Liste des territoires non revendiqués |